# أوسكار رييس
أوسكار رييس (بالإسبانية: Patricio Reyes)‏ هو لاعب كرة قدم تشيلي في مركز الدفاع، ولد في 16 ديسمبر 1957 في أريكا في تشيلي. شارك مع منتخب تشيلي لكرة القدم. أما مع النوادي، فقد لعب مع نادي أونيفرسيداد دي تشيلي ونادي أونيفرسيداد كاتوليكا.

## وصلات خارجية
- أوسكار رييس على موقع قاعدة بيانات كرة القدم.إي يو (الإنجليزية)
- أوسكار رييس على موقع ناشيونال فوتبول تيمز (الإنجليزية)
- أوسكار رييس على موقع عالم كرة القدم.نت (الإنجليزية)